# Ratíškovice
Ratíškovice – miejscowość w Czechach, w kraju południowomorawskim w  powiecie Hodonin.

## Historia
- 1131 - pierwsza wzmianka o wsi w dokumencie Henryka Zdika, syna pierwszego kronikarza Czech Kosmasa.

## Zabytki
- kościół parafialny pw. św Cyryla i Metodego zbudowany w latach 1855–77[1].